# Hawala
El hawala (en árabe: حَوَالَة‎, romanizado: ḥawāla, lit. 'Cambiar'), también conocido como hundi,es uno de los sistemas de transferencia informal de fondos (TIF) generalmente utilizados en muchas regiones del ámbito local e internacional. Hawala significa “transferencia” o “cable” en la jerga bancaria árabe. Las palabras 'aval', en español, catalán y francés, o avallo en italiano, parecen tener una relación directa con la palabra hawala.

## Concepto
El sistema hawala es un canal informal de transferencia de fondos de un lugar a otro a través de proveedores de servicios conocidos como hawaladars. Por lo general la mayor parte de las transacciones son llevadas a cabo por trabajadores inmigrantes que viven en países desarrollados, el sistema puede utilizarse también para remitir fondos desde un país en desarrollo, aunque la finalidad de la transferencia sea diferente. 
El atractivo del hawala reside en los menores costos de operación, rapidez, poca documentación, más seguridad, y el hecho de que es menos burocrático que el sistema financiero formal. Por otra parte, las comisiones cobradas por los hawaladars (avalistas) son inferiores a los del sistema formal, muchas veces extraídas de los diferenciales producidos por el tipo de cambio. La agilidad del sistema viene impulsada por un mecanismo operativo sencillo: se dan instrucciones por teléfono, fax o correo electrónico a los corresponsales y los fondos son recibidos a domicilio en un plazo de 24 horas.

### Impacto sobre la economía
Los sistemas TIF tienen repercusiones directas e indirectas sobre la macroeconomía. Estos sistemas tienen un importante impacto sobre las cuentas monetarias tanto de los países que inician las transacciones como los que las reciben. Ya que estas transacciones no son registradas oficialmente, las remesas de un país a otro no se registran como incrementos del activo de un país o pasivo del otro. Por otra parte, debido a que tanto los remitentes como receptores de estos fondos no pagan impuestos, sus actividades tienen importantes consecuencias sobre los ingresos fiscales. Muchas veces estas transacciones contribuyen a la fuga de capitales, el lavado de dinero y el financiamiento del terrorismo.
Las autoridades económicas no pueden determinar con precisión el volumen de dinero transferido, pero bajo estimaciones surgidas de la balanza de pagos y los datos de inmigración se supone que se mueven miles de millones de dólares. A pesar de que el hawala está prohibido en algunos países, es imposible ejercer algún tipo de control efectivo sobre los sistemas TIF debido a su sencillez y anonimato.